# Världsmästerskapen i nordisk skidsport 1997
Världsmästerskapen i nordisk skidsport 1997 ägde rum 21 februari-2 mars 1997 i Trondheim i Norge, en stad som detta år firade 1000-årsjubileum. Spelets stora stjärna blev ryskan Jelena Välbe som blev historisk som den första att vinna samtliga tävlingar - totalt fem distanser.
Den 12 juni 1992 meddelades från FIS-kongressen i Budapest att Trondheim skulle få arrangera tävlingarna. Bland övriga kandidatorter fanns Ramsau am Dachstein och Harrachov.

## Längdskidåkning herrar

### 10 km klassisk stil
24 februari 1997
| Medalj | Deltagare                    | Tid     |
| Guld   | Bjørn Dæhlie, Norge          | 23.41,8 |
| Silver | Aleksej Prokurorov, Ryssland | 24.09,7 |
| Brons  | Mika Myllylä, Finland        | 24.14,2 |

### 10 km + 15 km jaktstart
25 februari 1997
| Medalj | Deltagare                    | Tid       |
| Guld   | Bjørn Dæhlie, Norge          | 1:00.11,1 |
| Silver | Mika Myllylä, Finland        | 1:01.01,2 |
| Brons  | Aleksej Prokurorov, Ryssland | 1:01.01,8 |

### 30 km fri stil
21 februari 1997
| Medalj | Deltagare                    | Tid       |
| Guld   | Aleksej Prokurorov, Ryssland | 1:06.28,2 |
| Silver | Bjørn Dæhlie, Norge          | 1:06.45,6 |
| Brons  | Thomas Alsgaard, Norge       | 1:06.49,2 |

### 50 km klassisk stil
2 mars 1997
| Medalj | Deltagare             | Tid       |
| Guld   | Mika Myllylä, Finland | 2:16.37,5 |
| Silver | Erling Jevne, Norge   | 2:17.32,4 |
| Brons  | Bjørn Dæhlie, Norge   | 2:18.36,0 |

### 4 x 10 km stafett
28 februari 1997
| Medalj | Team                                                                             | Tid       |
| ------ | -------------------------------------------------------------------------------- | --------- |
| Guld   | Norge (Sture Sivertsen, Erling Jevne, Bjørn Dæhlie, Thomas Alsgaard)             | 1:37.06,1 |
| Silver | Finland (Harri Kirvesniemi, Mika Myllylä, Jari Räsänen, Jari Isometsä)           | 1:39.17,3 |
| Brons  | Italien (Giorgio di Centa, Silvio Fauner, Pietro Piller Cottrer, Fulvio Valbusa) | 1:39.56,9 |

## Längdskidåkning damer

### 5 km klassisk stil
23 februari 1997
| Medalj | Deltagare                  | Tid     |
| Guld   | Jelena Välbe, Ryssland     | 13.32,7 |
| Silver | Stefania Belmondo, Italien | 13.35,0 |
| Brons  | Olga Danilova, Ryssland    | 13.37,7 |

Ljubov Jegorova från Ryssland var först i mål men diskvalificerades senare för dopning.

### 5 km + 10 km jaktstart
24 februari 1997
| Medalj | Deltagare                  | Tid     |
| Guld   | Jelena Välbe, Ryssland     | 39.13,5 |
| Silver | Stefania Belmondo, Italien | 39.13,5 |
| Brons  | Nina Gavriljuk, Ryssland   | 39.32,1 |

Målfoto krävdes för att avgöra vem som var först över mållinjen.

### 15 km fri stil
21 februari 1997
| Medalj | Deltagare                     | Tid     |
| Guld   | Jelena Välbe, Ryssland        | 36.28,2 |
| Silver | Stefania Belmondo, Italien    | 36.39,1 |
| Brons  | Kateřina Neumannová, Tjeckien | 36.42,0 |

### 30 km klassisk stil
1 mars 1997
| Medalj | Deltagare                  | Tid       |
| Guld   | Jelena Välbe, Ryssland     | 1:23.04,9 |
| Silver | Stefania Belmondo, Italien | 1:23.33,2 |
| Brons  | Marit Mikkelsplass, Norge  | 1:24.55,7 |

### 4 x 5 km stafett
28 februari 1997
| Medalj | Team                                                                            | Tid     |
| ------ | ------------------------------------------------------------------------------- | ------- |
| Guld   | Ryssland (Olga Danilova, Larisa Lazutina, Nina Gavriljuk, Jelena Välbe)         | 56.40,2 |
| Silver | Norge (Bente Martinsen, Marit Mikkelsplass, Elin Nilsen, Trude Dybendahl Hartz) | 56.56,2 |
| Brons  | Finland (Riikka Sirviö, Tuulikki Pyykkönen, Kati Pulkkinen, Satu Salonen)       | 57.38,0 |

## Nordisk kombination

### K90 + 15 km
22 februari 1997
| Medalj | Deltagare               | Tid |
| Guld   | Kenji Ogiwara, Japan    |     |
| Silver | Bjarte Engen Vik, Norge |     |
| Brons  | Fabrice Guy, Frankrike  |     |

### K90 + 4 x 5 km stafett
23 februari 1997
| Medalj | Team                                                                            | Tid     |
| ------ | ------------------------------------------------------------------------------- | ------- |
| Guld   | Norge (Halldor Skard, Bjarte Engen Vik, Knut Tore Apeland, Fred Børre Lundberg) | 52.18,0 |
| Silver | Finland (Jari Mantila, Tapio Nurmela, Samppa Lajunen, Hannu Manninen)           | 53.03,6 |
| Brons  | Österrike (Christophe Eugen, Felix Gottwald, Mario Stecher, Robert Stadelmann)  | 53.30,9 |

## Backhoppning

### Normalbacke K90
22 februari 1997
| Medalj | Deltagare                     | Poäng |
| Guld   | Janne Ahonen, Finland         | 263,5 |
| Silver | Masahiko Harada, Japan        | 258,5 |
| Brons  | Andreas Goldberger, Österrike | 257,5 |

### Stora backen K120
1 mars 1997
| Medalj | Deltagare                 | Poäng |
| Guld   | Masahiko Harada, Japan    | 252,1 |
| Silver | Dieter Thoma, Tyskland    | 244,9 |
| Brons  | Sylvain Freiholz, Schweiz | 237,3 |

### Lagtävling stora backen K120
27 februari 1997
| Medalj | Team                                                                      | Poäng |
| ------ | ------------------------------------------------------------------------- | ----- |
| Guld   | Finland (Ari-Pekka Nikkola, Jani Soininen, Mika Laitinen, Janne Ahonen)   | 955,3 |
| Silver | Japan (Kazuyoshi Funaki, Takanobu Okabe, Masahiko Harada, Hiroya Saitō)   | 905,0 |
| Brons  | Tyskland (Christof Duffner, Martin Schmitt, Hansjörg Jäkle, Dieter Thoma) | 845,6 |

## Medaljligan
| Placering | Nation    | Guld | Silver | Brons | Totalt |
| --------- | --------- | ---- | ------ | ----- | ------ |
| 1         | Ryssland  | 6    | 1      | 3     | 10     |
| 2         | Norge     | 4    | 4      | 3     | 11     |
| 3         | Finland   | 3    | 3      | 2     | 8      |
| 4         | Japan     | 2    | 2      | 0     | 4      |
| 5         | Italien   | 0    | 3      | 1     | 4      |
| 6         | Tyskland  | 0    | 1      | 1     | 2      |
| 7         | Österrike | 0    | 0      | 2     | 2      |
| 8         | Frankrike | 0    | 0      | 1     | 1      |
|           | Schweiz   | 0    | 0      | 1     | 1      |
|           | Tjeckien  | 0    | 0      | 1     | 1      |

### Fotnoter
1. ↑  Leif Nylén (13 juli 1997). ”Jag har gått av och an i bilden. Leif Nylén flanerar i sin födelsestad Trondheim som fyller 1000 år”. Dagens nyheter. http://www.dn.se/arkiv/kultur/jag-har-gatt-av-och-an-i-bilden-leif-nylen. Läst 5 mars 2016.
2. ↑  ”Norge och Italien fick VM -97”. Dagens nyheter. 13 juni 1992. http://www.dn.se/arkiv/sport/norge-och-italien-fick-vm-97/. Läst 12 december 2016.